# José Chlimper
José Chlimper Ackerman (Lima; Perú, 12 de junio de 1955) es un empresario, economista y político peruano de ascendencia judía. Fue director del Banco Central de Reserva del Perú, desde el 16 de noviembre del 2018 al 18 de noviembre del 2021, y como político es miembro del fujimorismo, donde desempeñó los cargos de ministro de Agricultura del Perú durante el gobierno de Alberto Fujimori en el año 2000 y regidor de la Municipalidad Metropolitana de Lima en el periodo 1996-1998.

## Biografía
Nació en Lima, el 12 de junio de 1955. Hijo de Horry Chlimper y Celia Ackerman Ghitis, pertenecientes a la comunidad judía en el Perú.
Realizó sus estudios escolares en el Colegio Santa Margarita y en el Colegio León Pinelo de la ciudad de Lima; luego ingresó a la Universidad Nacional de Ingeniería para estudiar Ingeniería Química; sin embargo, culminó la carrera de Economía y Administración de Empresas en la Universidad Estatal de Carolina del Norte.
Es casado con Thais Celis y cuenta con 4 hijos, Adam Chlimper, Talia Chlimper, Aaron Chlimper y Yoel Chlimper y dos nietos, Zoe Chlimper, hija de Carolina Petit, y Samuel Grimberg hijo de José Carlos Grimberg.
Ha sido director del Banco Central de Reserva del Perú (2006-2010), miembro del Directorio de Graña y Montero, de la Sociedad de Comercio Exterior del Perú - COMEX (2012-2014).
Fue presidente del Consejo Consultivo de la Maestría en Agronegocios de la Universidad del Pacífico (Perú).
Chilmper fue presidente del directorio y CEO de Sociedad Agrícola Drokasa S.A.

## Trayectoria
Fue miembro del partido Cambio 90 liderado por el expresidente Alberto Fujimori.
En las elecciones Municipales de Lima de 1995, Chlimper fue elegido Regidor de Lima por la Alianza Cambio 90-Nueva Mayoría que tenía como candidato a Jaime Yoshiyama.
El 29 de julio del 2000, fue nombrado Ministro de Agricultura por Alberto Fujimori en su 3er gobierno.
Permaneció en el cargo hasta el 25 de noviembre de 2000 tras las caída de dicho gobierno.
En las elecciones generales del 2016, Chlimper fue anunciado por Keiko Fujimori como su candidato a la primera Vicepresidencia en su plancha presidencial de Fuerza Popular y también como miembro del equipo técnico. Sin embargo, la candidatura quedó en 2.º lugar tras la victoria de Pedro Pablo Kuczynski de Peruanos Por el Kambio.

## Controversias

### Caso Lava Jato
El fiscal José Domingo Pérez formalizó una investigación preparatoria contra el exintegrante del directorio del Banco Central de Reserva del Perú y ex secretario de Fuerza Popular, José Chlimper, por los presuntos delitos de lavado de activos, falsa declaración en procedimiento administrativo y fraude procesal en agravio del Estado.
El magistrado decidió incluir a Chlimper Ackerman dentro de la investigación preparatoria que se le sigue a la lideresa de Fuerza Popular, Keiko Fujimori por los presuntos aportes económicos de la constructora brasileña Odebrecht para financiar su campaña presidencial en el 2011. El Fiscal ha solicitado ante el Poder Judicial que se dicte 30 años de prisión tanto para Climpher como para Keiko Fujimori y otros miembros del Partido, el caso se encuentra en control de acusación.

### Participación en BCRP
Un reportaje de Punto final señaló que, entre 2016 y 2018, José Chlimper fue el integrante de la directiva del BCRP que más se ausentó. El organismo justificó esta situación alegando que Chlimper «solicitó licencia y que los directores reciben dietas solo por las sesiones a las que asisten».
En 2018, las bancadas de Peruanos por el Kambio, Frente Amplio, Alianza para el Progreso, Nuevo Perú y APRA presentaron una moción para destituir a José Chlimper como miembro del directorio por «falta grave».